# Sanditon (sèrie de televisió)
Sanditon és una sèrie de televisió britànica de drama històric adaptada per Andrew Davies a partir d'un manuscrit inacabat de Jane Austen i protagonitzada per Rose Williams, Crystal Clarke, Theo James i Ben Lloyd-Hughes. Ambientada durant l'època de la Regència, la trama segueix una heroïna jove i ingènua mentre navega pel nou complex balneari de Sanditon. S'ha subtitulat al català.
A causa de la naturalesa inacabada de la novel·la (Austen va completar-ne només onze capítols), el treball original es va utilitzar durant la major part del primer episodi, i després Davies va utilitzar els personatges desenvolupats per completar la història. La novel·la està ambientada en una ciutat costanera durant una època de canvi social. En el moment de la seva mort el 1817, Austen havia completat 24.000 paraules de la novel·la.
La sèrie es va emetre per primera vegada a ITV al Regne Unit el 25 d'agost de 2019 en vuit parts, i als Estats Units el 12 de gener de 2020 a PBS, que va donar suport a la producció com a part de la seva antologia Masterpiece. Una segona i tercera temporades es van encarregar el maig de 2021, com a part d'una col·laboració entre PBS i BritBox, i ITV va adquirir la sèrie per a una emissió lineal posterior.